# مقاطعة أوتر تيل (مينيسوتا)
مقاطعة أوتر تيل (بالإنجليزية: Otter Tail County)‏ هي إحدى مقاطعات ولاية مينيسوتا في الولايات المتحدة الأمريكية.